# Tortistilus inermis
Tortistilus inermis är en insektsart som beskrevs av Fabricius. Tortistilus inermis ingår i släktet Tortistilus och familjen hornstritar. Inga underarter finns listade i Catalogue of Life.